# Équipe des Îles Cook de rugby à XV
L'équipe des Îles Cook de rugby à XV rassemble les meilleurs joueurs de rugby à XV des Îles Cook. Au 11 octobre 2024 elle est classée au 49e rang du classement World Rugby.

## Histoire

Drapeau des Îles Cook entre 1973 et 1979, duquel sont tirées les couleurs de l'équipe.

## Palmarès
- Coupe du monde
  - 1987 : pas invité
  - 1991 : pas qualifié
  - 1995 : pas qualifié
  - 1999 : pas qualifié
  - 2003 : pas qualifié
  - 2007 : pas qualifié
  - 2011 : pas qualifié
  - 2015 : pas qualifié
  - 2019 : pas qualifié
  - 2023 : pas qualifié

- Coupe d'Océanie
  - 2013 : Champion d'Océanie

## Composition du XV des îles Cook

### Staff Technique
- : Stan Wright - Sélectionneur
- : Andrew Walker - Assistant
- : Nathan Mauger - Assistant
- : Kevin Iro - Assistant

### Groupe des sélectionnés

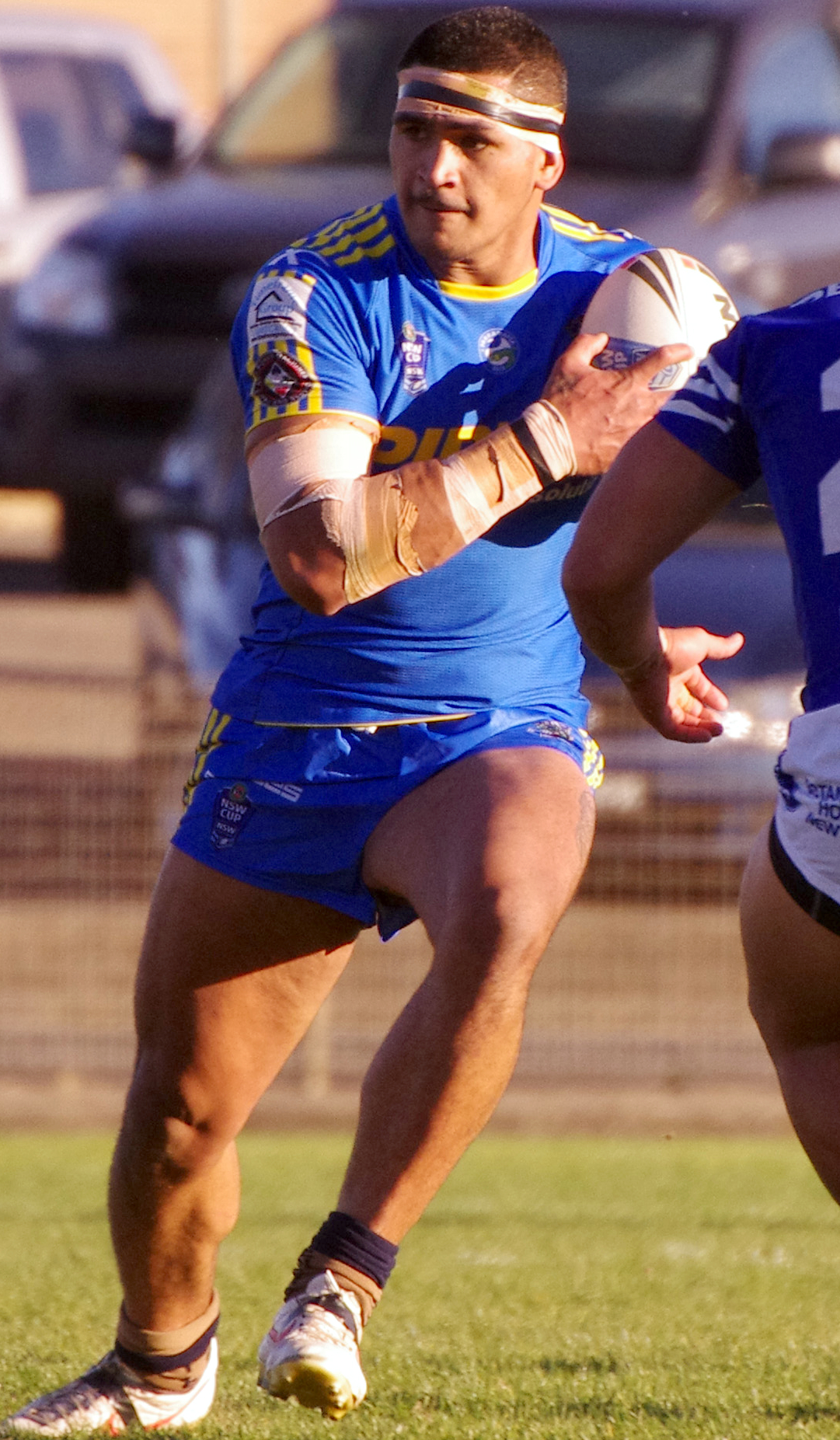
Tyrone Viiga, ici sous les couleurs du club australien des Parramatta Two Blues.

Équipe sélectionnée par Stan Wright pour le match de barrage aller-retour contre Hong Kong les 30 juin et 7 juillet 2018, afin de participer au tournoi de repêchage pour la Coupe du monde 2019. D'autres joueurs issu du championnat domestique cookien sont susceptibles de compléter cette équipe.
| Nom                  | Poste                | Naissance         | Club                 |
| -------------------- | -------------------- | ----------------- | -------------------- |
| Sam Anderson-Heather | Talonneur            | 15 février 1988   | Otago                |
| Alex Casey           | Talonneur            | 3 janvier 1991    | Queensland Country   |
| Matt Mullany         | Talonneur            | 2 avril 1987      | Johnsonville RFC     |
| AJ Campbell          | Pilier               | 1er août 1990     | East Tigers          |
| Alex Matapo          | Pilier               | 26 mai 1992       | Ponsonby RFC         |
| James Pakoti         | Pilier               | 30 août 1992      | Wairarapa Bush       |
| Shahn Eru            | 2e Ligne             | 20 septembre 1989 | USA Perpignan        |
| Tai Marsters         | 2e Ligne             | 2 août 1986       | Kaihu Valley         |
| Oneal Rongo          | 2e Ligne             | ?                 | Kerikeri RFC         |
| Tanui Ford           | 3e Ligne Aile        | 28 août 1990      | Queensland Country   |
| Steven Setephano     | 3e Ligne Aile/Centre | 15 août 1984      | FC Grenoble          |
| Eru Smith-Wano       | 3e Ligne Aile        | 27 juin 1994      | Wests Scarborough RU |
| Tyrone Viiga         | 3e Ligne Centre      | 9 juin 1991       | AS Béziers           |
| Teara Henderson      | Demi de Mêlée        | ?                 | Oriental Rogontai    |
| Corry Tearoa         | Demi de Mêlée        | ?                 | Wanneroo             |
| Walter Koteka        | Demi d'Ouverture     | 5 mai 1992        | Wests Scarborough RU |
| Greg Mullany         | Demi d'Ouverture     | 2 avril 1987      | Old Boys University  |
| Will Raea            | Demi d'Ouverture     | ?                 | Auckland Marist      |
| Josh Gordon          | 3/4 Centre           | 13 décembre 1994  | Munakata Sanix Blues |
| Gene Te Amo          | 3/4 Centre           | ?                 | Manurewa RFC         |
| Josh Tinomana        | 3/4 Centre           | 7 août 1993       | Wests Scarborough RU |
| Oisin Clarken        | 3/4 Aile             | ?                 | Moorabbin RC         |
| Brynn Uriarau        | 3/4 Aile             | 21 juin 1988      | Te Pukke Sports      |
| Reece Joyce          | Arrière              | ?                 | Bombay RC            |
| Justin Marsters      | Arrière              | 18 novembre 1992  | West Harbour         |

## Joueurs emblématiques
- Tommy Hayes
- Albert Royle Henry
- Dave Rennie
- Steven Setephano
- Tu Tamarua
- Stan Wright
- Mike Beckham
- Shahn Eru